# George Pell
George Pell, född 8 juni 1941 i Ballarat i Victoria, död 10 januari 2023 i Rom, var en australisk kardinal och ärkebiskop. Han var ärkebiskop av Melbourne 1996–2001 och av Sydney 2001–2014. Pell var sedan 2014 prefekt för Heliga stolens ekonomiska sekretariat och rapporterade direkt till påven. Från 2013 till 2018 var han ledamot av Kardinalrådet, en grupp kardinaler vilka tjänar som påvens rådgivare.
Den 11 december 2018 fälldes George Pell för att ha förgripit sig sexuellt mot två korgossar under 1990-talet. Den 13 mars 2019 dömdes han till sex års fängelse; efter tre år och åtta månader kunde han bli villkorligt frigiven.
Den 7 april 2020 friade Australiens högsta domstol kardinal Pell från samtliga åtal om sexuella övergrepp mot barn och han släpptes från fängelset.

## Biografi
George Pell är son till George Arthur Pell och Margaret Lillian Burke. Pell prästvigdes av kardinal Grégoire Agagianian i Peterskyrkan den 16 december 1966. Han avlade licentiatexamen i teologi vid Påvliga universitetet Urbaniana i Rom 1967 och doktorsexamen i kyrkohistoria vid Oxfords universitet 1971.
I mars 1987 utnämndes Pell till titulärbiskop av Scala och hjälpbiskop av Melbourne och biskopsvigdes den 21 maj samma år av ärkebiskop Frank Little i St Patrick’s Cathedral. År 1996 installerades Pell som ärkebiskop av Melbourne och år 2001 installerades han som ärkebiskop av Sydney.
Den 21 oktober 2003 upphöjde påve Johannes Paulus II Pell till kardinalpräst med Santa Maria Domenica Mazzarello (belägen i sydöstra Rom) som titelkyrka. Pell deltog i konklaven 2005, vilken valde Benedikt XVI till ny påve och i konklaven 2013, som valde Franciskus.

## Bilder

Kardinal Pells titelkyrka
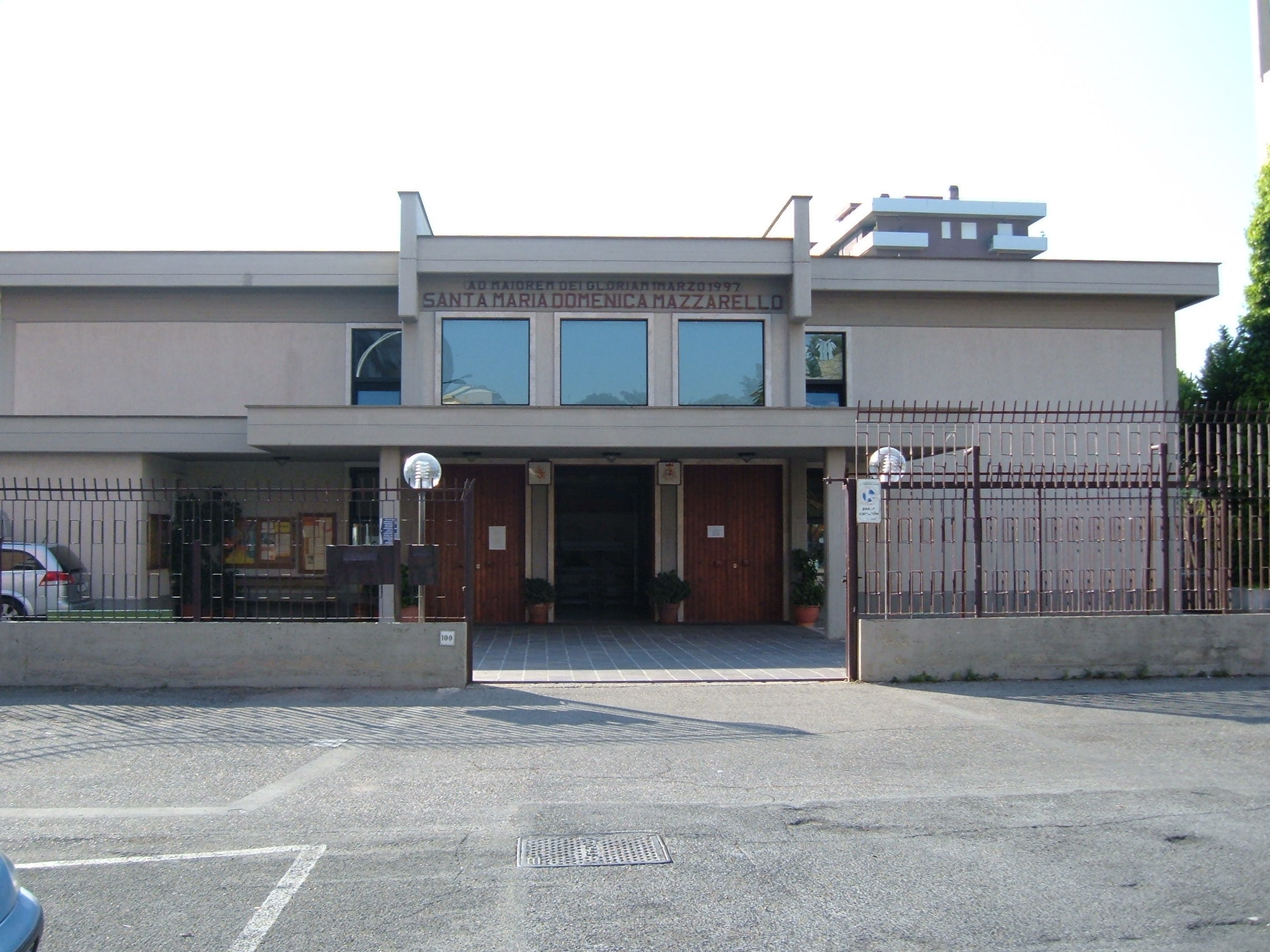
Santa Maria Domenica Mazzarello.